# Hypanthidioides soniae
Hypanthidioides soniae là một loài Hymenoptera trong họ Megachilidae. Loài này được Urban mô tả khoa học năm 1992.